# Regeringsgatan, Stockholm

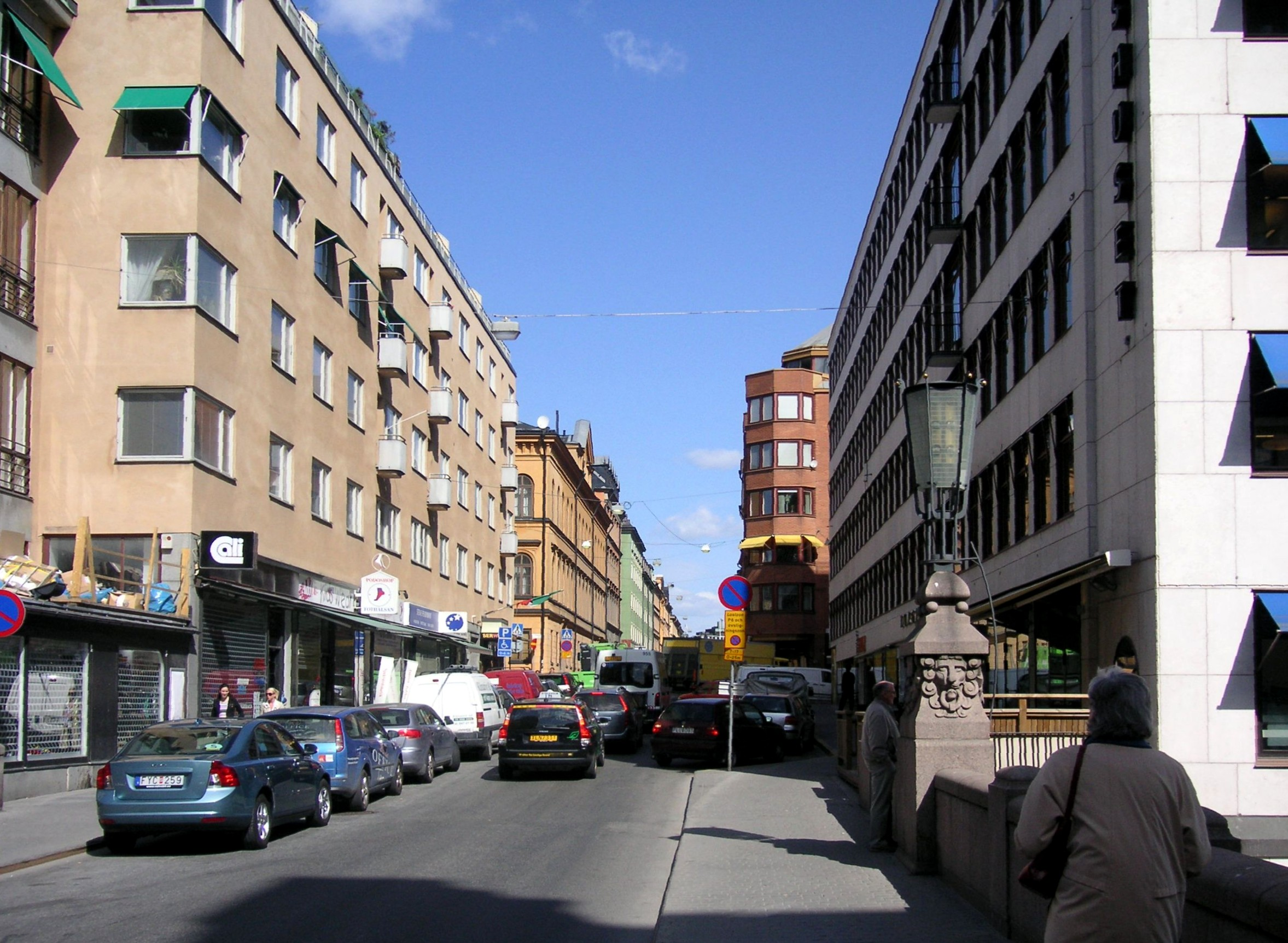
Regeringsgatan mot norr vid Kungsgatan, 2008.

Regeringsgatan är en gata i stadsdelen Norrmalm i centrala Stockholm. Gatan är en av Stockholms äldre gator och var tidigare en av de viktigaste infartsvägarna norrifrån. Gatan, som löper från i syd-nordlig riktning från Gustav Adolfs torg till korsningen Tegnérgatan/ Birger Jarlsgatan, är 1,3 kilometer lång.

## Historik

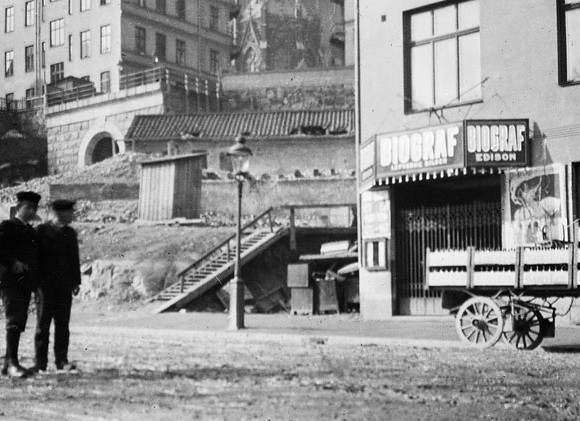
Biograf Edison omkring 1905.

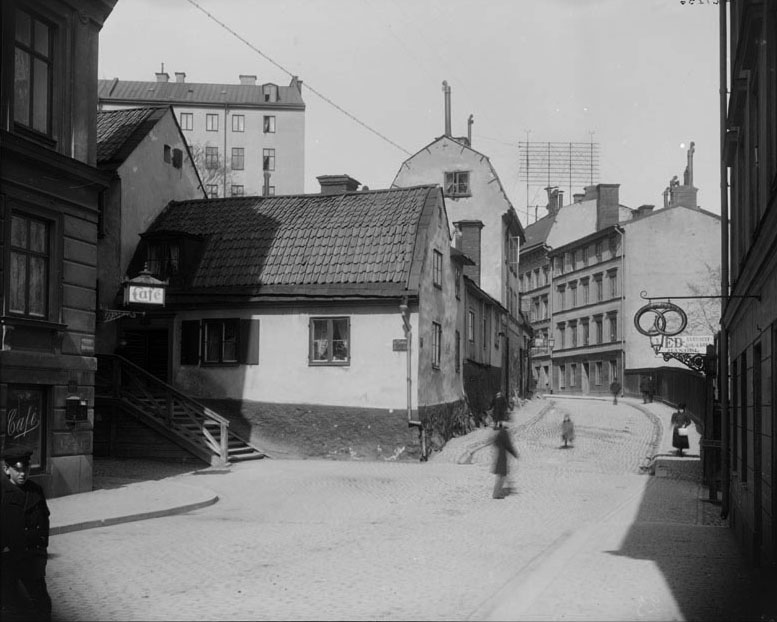
Regeringsgatan norrut från Jutas backe, 1893.

Gatan lades ut i sin helhet mellan Helgeandsholmen (mer exakt från Kungliga Slottet) och fortsättningen norrut från Roslagsgatan under drottning Kristinas regeringstid i mitten av 1600-talet. Gatan var en av stadens viktigaste infartsleder fram till 1900-talet. Det var längs denna gata som Roslagsbönderna tog sig in till staden genom att vägen lades spikrakt öster om Brunkebergsåsen. Väster om Brunkebergsåsen anlades Drottninggatan som en andra huvudled mot norr.
Tidigaste dokumenterade namnet är Regerings gathon (1640), men namn som Stora Långgatan förekom 1643 och 1658. När drottning Kristinas förmyndare uppgjorde planen för Norrmalms ordnande och gators anläggande fick den gata som förut hetat Mellangatan och Allmänningsgatan namnet Regeringsgatan.
Gatan byggdes aldrig särskilt bred, och den alltmer tilltagande biltrafiken igenom Stockholm under 1900-talet ledde till att gatan till sist spärrades av för trafik långa sträckor varför det idag kan vara svårt att förstå att gatan var en av infartsvägarna till det nuvarande Gamla Stan. Under Norrmalmsregleringen revs de flesta äldre hus, många med murar från 1600-talet, utmed gatans södra del, för att lämna plats åt moderna affärsfastigheter som Gallerian och Sparbankshuset och parkeringshuset Parkaden.
I hörnet av Hamngatan och Regeringsgatan tillkom den första trafikfyren med tre lampor den 27 juni 1930. Gult ljus innebar att trafikanten kunde vänta sig en order från närvarande poliskonstapel samt att fotgängaren "bör passa tillfället att forcera gatan".

## Kollektivtrafik
Under flera decennier trafikerades hela Regeringsgatan av SL-bussar (mellan Lästmakargatan och Birger Jarlsgatan dock endast i nordlig riktning eftersom trafiken är enkelriktad på denna sträcka); busshållplatser var belägna vid Jakobsgatan, Hamngatan, Oxtorgsgatan och Snickarbacken. När SL i juni 2015 lade ned linje 43 upphörde dock i princip all busstrafik längs med Regeringsgatan. Den enda busstrafik som idag finns kvar på Regeringsgatan är en hållplats (Jakobsgatan) mellan Hamngatan och Gustav Adolfs torg som trafikeras av linje 65.  Det finns en busshållplats benämnd Regeringsgatan men den hållplatsen ligger på Kungsgatan strax under Regeringsgatans bro.
Spårväg City korsar Regeringsgatan i höjd med Hamngatan. Någon spårvagnshållplats finns inte på Regeringsgatan.
Kungsträdgårdens tunnelbanestation har en hiss som leder till Regeringsgatan från biljetthallen som har uppgång till Gallerian.

## Byggnader i urval
- No. 5–7, här låg Joseph Lejas magasin, invigd 1852 (riven)
- No. 9, här låg Felix Sachs hus, ett affärshus som uppfördes 1909 (riven).
- No. 11 var adressen för Tysta Mari under 1880-talet fram till 1887.
- No. 14, här låg Oscar Bergs konditori (revs 1970).
- No. 24 var under 1840-talets senare del adressen för Kockska pensionen, och från 1887 adressen för Tysta Mari.
- No. 42-44 Passagenhuset
- No. 47 var Margaretaskolans adress till på 1920-talet då Stockholms Tekniska Institut tog över lokalerna. Här låg under nästa 300 år källaren Tre Remmare.
- No. 54 var tidigare adressen för låg Stockholms lyceum (numera rivet), vilket var August Strindbergs gymnasium.
- No. 65 även kallat Europahuset. Här ligger Europaparlamentets Sverigekontor med offentliga lokaler på plan två, samt EU-kommissionens representation i Sverige.[3]
- No. 74 var under en följd av år mellan 1930- och 1960-talet en känd adress bland nöjeslystna. Det var i den fastigheten som Gustaf "Topsy" Lindblom byggde upp sitt nöjesetablissemang Nalen. Adressen är även känd bland Nalen-folk under namnet Gata Regerings 74 enligt en tidigare annons för nöjespalatset.
- No. 79, tidigare Jacobs Realläroverk, är numera gatans äldsta hus, ursprungligen byggt före 1730-talet
- No. 80, Isak Gustaf Clason ritade huset och dess kalkstensfasader för Sankta Eugenia katolska församling.
- No. 109, förlagshus för P. Herzog & söner, strax söder om det återfinns ingången till Skyddsrummet Johannes
- No. 111, här låg Edison-Biografen mellan 1905 och 1916, därefter flera teatrar som Centralteatern (1922), Mindre Teatern (1923), Nya Teatern (1936) och Lilla Teatern (1940). Lokalen har därefter nyttjats av stjärnrestauranger som Coq Blanc och Bon Lloc.
- No. 113, här låg Restaurant Tegnér mellan 1933 och 1976.